# Kabirmys qarunensis
Kabirmys qarunensis és espècie extinta de rosegador de la família dels anomalúrids de principis del Priabonià (Eocè superior) de la formació Birket Qarun, a Egipte. Fins al 2015, era l'única espècie coneguda del seu gènere. Fou descrita per Hesham Sallam, Erik Seiffert, Elwyn Simons, i Chlöe Brindley el 2010, a partir d'una dent aïllada, parts de mandíbules i part d'un maxil·lar. Cal destacar que es tracta de l'anomalúrid de l'Eocè millor conegut.